# Prodidòmids
Els prodidòmids (Prodidomidae) eren una família d'aranyes araneomorfes però recentment, l'any 2018, Azevedo, Griswold i Santos l'han tornat a transferir dins els gnafòsids (Gnaphosidae) com a subfamília, Prodidominae. El 1990 havia sigut revalidada com a família per Platnick que havia afegit les antigues subfamílies Prodidominae, Molycriinae i Anagraphidinae. L'any 2006 Platnick & Baehr transferiren la subfamília Angrafiaidinae des dels Prodidpomidae als Gnaphosidae. Azevedo, Griswold i Santos el 2018 han sinonimitzat els Prodidomidae amb els Gnaphosidae.
La seva distribució és força extensa. Es troben a Àfrica, Amèrica (Sud i Centre), Sud d'Europa, Sud d'Àsia i Austràlia.

## Sistemàtica
Amb la informació recollida fins al 2 de novembre de 2006 i hi ha citats 31 gèneres i 303 espècies; d'elles, 53 pertanyen al gènere Prodidomus.
- Anagrina Berland, 1920 (Àfrica)
- Austrodomus Lawrence, 1947 (Sud-àfrica)
- Caudalia Alayón, 1980 (Cuba)
- Chileomma Platnick, Shadab & Sorkin, 2005 (Xile)
- Chileuma Platnick, Shadab & Sorkin, 2005 (Xile)
- Chilongius Platnick, Shadab & Sorkin, 2005 (Xile)
- Cryptoerithus Rainbow, 1915 (Austràlia)
- Eleleis Simon, 1893 (Sud-àfrica)
- Encoptarthria Main, 1954 (Austràlia)
- Katumbea Cooke, 1964 (Tanzània)
- Lygromma Simon, 1893 (Costa Rica fins al Brasil, illes Galápagos)
- Lygrommatoides Strand, 1918 (Japó)
- Molycria Simon, 1887 (Austràlia)
- Moreno Mello-Leitão, 1940 (Xile, Argentina)
- Myandra Simon, 1887 (Austràlia)
- Namundra Platnick & Bird, 2007 (Àfrica)
- Neozimiris Simon, 1903 (EUA, Mèxic, Panamà, Illes)
- Nomindra Platnick & Baehr, 2006 (Austràlia)
- Oltacloea Mello-Leitão, 1940 (Brasil, Argentina)
- Plutonodomus Cooke, 1964 (Tanzània)
- Prodida Dalmas, 1919 (Filipines, Seychelles)
- Prodidomus Hentz, 1847 (Mediterrani, Àfrica, Austràlia, Àsia, Veneçuela, Hawaii)
- Purcelliana Cooke, 1964 (Sud-àfrica)
- Theuma Simon, 1893 (Àfrica, Turkmenistan?)
- Theumella Strand, 1906 (Etiòpia)
- Tivodrassus Chamberlin & Ivie, 1936 (Mèxic)
- Tricongius Simon, 1892 (Sud-amèrica)
- Wesmaldra Platnick & Baehr, 2006 (Austràlia)
- Wydundra Platnick & Baehr, 2006 (Austràlia, Malàisia, Moluques)
- Zimirina Dalmas, 1919 (Espanya, Algèria, Canàries, Sud-àfrica)
- Zimiris Simon, 1882 (circumtropical)

### Superfamília Gnaphosoidea
Els prodidòmids havien format part dels gnafosoïdeus (Gnaphosoidea), una superfamília formada per set famílies entre les quals cal destacar pel seu nombre d'espècies els gnafòsids (1.975); els prodidòmids (299) en són la segona família més nombrosa.
Les aranyes, tradicionalment, havien estat classificades en famílies que van ser agrupades en superfamílies. Quan es van aplicar anàlisis més rigorosos, com la cladística, es va fer evident que la major part de les principals agrupacions utilitzades durant el segle XX no eren compatibles amb les noves dades. Actualment, els llistats d'aranyes, com ara el World Spider Catalog, ja ignoren la classificació de superfamílies.